# Gundisch-Nord
Gundisch-Nord je naselje v Občini Šentjurij v Labotski dolini v Okraju Volšperk na Koroškem v Avstriji.